# Борджиева, Росица
Росица Борджиева (болг. Росица Борджиева; род. 20 апреля 1954, Русе) — болгарская эстрадная певица.

## Биография
Росица Борджиева родилась 20 апреля 1954 года в болгарском городе Русе.
Училась в музыкальной школе при доме культуры «Ангел Канчев» по классу аккордеона и сольфеджио, пела в хоре «Дунайские волны».
Окончила экономический техникум. Параллельно учёбе пела в вокально-эстрадном ансамбле при молодёжном центре.
Толчок к развитию музыкальной карьеры Борджиевой дал руководитель оркестра из Русе «Северное сияние» Вилий Икономов, который обратил на неё внимание на молодёжном музыкальном смотре и пригласил её в состав. В 1973 году в составе «Северного сияния» завоевала золотую медаль республиканского смотра художественной самодеятельности.
В 1974 году поступила на эстрадный факультет Болгарской государственной консерватории в Софии.
В 1976—1989 годах была солисткой ансамбля «София» при ГУСВ. В этот период стала призёром ряда международных музыкальных конкурсов и фестивалей. В 1976 году получила вторую премию конкурса исполнителей фестиваля «Золотой Орфей» на Солнечном Береге, в 1977 году была удостоена первой премии фестиваля «Красная гвоздика» в Сочи, в 1981 году получила третью премию и приз зрительских симпатий фестиваля «Песни моря» в Ростоке.
Выступала в Индии, Испании, ФРГ, Португалии, Дании, Бельгии, на Мальте и Кубе.
С 1993 года живёт и работает учителем пения в итальянском городе Читта-ди-Кастелло.

## Особенности творчества
Большую часть репертуара Борджиевой составляют лирические песни, также в нём есть кубинские и испанские композиции.
Наибольшей популярностью в творчестве Борджиевой пользуется песня «Зимна ваканция» («Зимние каникулы»; муз. Тончо Русева, сл. Пети Дубаровой).

## Семья
Муж — Марио Пейчев.
Сын — Юлиан Пейчев, модельер.